# …natož aby se brečelo
…natož aby se brečelo (1997) je album písniček Jaroslava Uhlíře a Zdeňka Svěráka z televizního pořadu Hodina zpěvu. Obsahuje 16 písniček, které zpívají autoři spolu s dětským sborem Sedmihlásek.

## Seznam písniček
1. „Vzducholoď“ – 2:43
2. „Labutě“ – 2:48
3. „Bloudím lesem“ – 3:21
4. „Brýle“ – 2:08
5. „Čechy krásné, Čechy vaše“ – 1:51
6. „Dětinové“ – 3:20
7. „Kuře v autě“ – 2:46
8. „Hadi“ – 3:21
9. „Náčelník má nátělník“ – 2:30
10. „Ztráty a nálezy“ – 3:04
11. „Všechno máme schovaný“ – 2:35
12. „Krabice od čaje“ – 3:45
13. „Lída“ – 2:30
14. „Koníčku můj“ – 2:42
15. „Požehnaný čas“ – 3:00
16. „Kamarádka lípa“ – 1:55

## Nahráli
- skupina Jiřího Strohnera (1, 3, 7–9, 11)
- Filmový symfonický orchestr (5)
- skupina Mour (2, 4, 5, 12–16)
- Ladislav Pokorný – kytary (1, 3, 7, 9, 11)
- Jaroslav Uhlíř – klávesy a klavír (2, 3, 10)
- aranžmá: Jaroslav Uhlíř (2, 4–6, 10, 12–16) a Jiří Strohner (1, 3, 7–9, 11)